# Esteban Salas y Castro
Esteban Salas y Castro (ur. 25 grudnia 1725 w Hawanie, zm. 14 lipca 1803 w Santiago de Cuba) – kubański kompozytor.

## Życiorys
Jego rodzina pochodziła z Wysp Kanaryjskich. Jako dziecko był członkiem kościelnego chóru, uczył się gry na organach i kompozycji w Hawanie, gdzie studiował także teologię i prawo kanoniczne. Od 1764 do 1803 roku był kapelmistrzem w katedrze w Santiago de Cuba. Dysponował 14-osobowym zespołem katedralnym. W 1769 roku skompletował archiwum muzyczne katedry i instrumentarium. Od 1784 do 1798 roku wykładał filozofię i teologię w Seminario San Basilio Magno, przez krótki czas był też jego rektorem. W 1790 roku przyjął święcenia kapłańskie. W 1801 roku otrzymał królewski przywilej oraz prebendę.
Uchodzi za pierwszego narodowego kompozytora kubańskiego. Skomponował ponad 90 utworów kościelnych na zespoły wokalno-instrumentalne do tekstów w języku łacińskim, w tym msze, sekwencje, antyfony, psalmy. Po 1783 roku napisał szereg utworów okolicznościowych na święta Bożego Narodzenia. 